# Márcio Rezende de Freitas
Márcio Rezende de Freitas (* 22. Dezember 1960 in Coronel Fabriciano) ist ein ehemaliger brasilianischer Fußballschiedsrichter. Rezende de Freitas ist geschieden und Vater von zwei Kindern.

## Leben
Márcio Rezende de Freitas wurde in der brasilianischen Gemeinde Coronel Fabriciano im Landesinneren des Bundesstaates Minas Gerais geboren, wuchs aber in der Nachbarstadt Timóteo auf. Er hat einen Abschluss in Wirtschaftswissenschaften mit einem postgraduierten Abschluss in Sportmarketing und war zeitweise Schatzmeister von Timóteo.
Bis 1979 spielte Rezende de Freitas als Verteidiger in den Nachwuchsmannschaften verschiedener Klubs. Er entschied sich aber, kein Profifußballspieler zu werden, sondern ein Studium aufzunehmen. 1982 nahm er am Copa Itatiaia, dem größten Amateurpokalwettbewerb in Minas Gerais teil. Am Ende des Wettbewerbs erhielt er vom Direktor des Amateurfußballverbandes des Bundesstaates eine Einladung an einem Schiedsrichterkurs teilzunehmen. Rezende de Freitas nahm diese an, weil er zwar seit seinem zwölften Lebensjahr Fußball spielte, aber nichts über die Regeln wusste. An der Schulung nahmen ca. 180 Personen teil und er schloss als Jahrgangsbester ab. Ab 1983 leitete er dann die ersten Spiele.
1986/87 erhielt Rezende de Freitas seine Lizenz für die Profispiele vom Verband des Bundesstaates, dem Federação Mineira de Futebol (FMF) und 1988 vom nationalen Fußballverband, dem Confederação Brasileira de Futebol. Da hier in den schriftlichen und körperlichen Prüfungen den ersten Platz belegte, durfte er direkt in den Seniorenbereich eintreten und musste sich nicht erst im Nachwuchsbereich bewähren. Noch im selben Jahr erhielt er seine Nominierung zum FIFA-Kandidaten und Ende 1991 wurde Rezende de Freitas in die FIFA-Schiedsrichterliste eingetragen, in welcher er bis 2005 stand.
Aus seiner persönlichen Sicht hatte er in zwei Spielen schwere Fehler gemacht. 1995 in einer Partie zwischen dem FC Santos und Botafogo FR sowie zehn Jahre später 2005 im Spiel zwischen dem SC Corinthians und SC Internacional.
Das Finalrückspiel der Série A 1995 fand im Estádio do Pacaembu statt. Das Hinspiel hatte Botafogo mit 2:1 gewinnen können. In dem Treffen beging Rezende de Freitas drei Fehler, zwei zugunsten von Botafogo und einen zugunsten von Santos. Der Schiedsrichter anerkannte ein irreguläres Tor von Botafogo (Túlio Maravilha stand im Abseits), ein irreguläres Tor von Santos (Außenverteidiger Marquinhos Capixaba führte den Ball mit der Hand) und annullierte ein gültiges Tor von Santos-Spieler Camanducaia, indem er ein nicht vorhandenes Abseitsspiel erkannte. Die Partie endete 1:1 und Botafogo sicherte sich seinen dritten Meistertitel.
Bei der Série A 2005 kam es am 40. Spieltag im entscheidenden Spiel zwischen Corinthians und Internacional zu einer umstrittenen Szene. Corinthians Torwart Fábio Costa kam aus dem Tor, um den frei auf ihn zulaufenden Tinga zu stoppen. Tinga stürzte und Rezende de Freitas erkannte kein Foulspiel von Costa, sondern eine Schwalbe von Tinga. Dieser erhielt somit keinen Strafstoß zugesprochen, sondern sogar noch einen Platzverweis. Die Partie endete 1:1 und Corinthians behielt an den letzten zwei Spieltagen seinen drei Punktevorsprung. Der Klub feierte somit seinen vierten Meistertitel, während sich Internacional um seinen vierten betrogen sah.
Zuvor war es bereits im Finale des Copa do Brasil 1999 zu Fehlentscheidungen gekommen, von denen wieder Botafogo betroffen war. Der Klub empfing im Rückspiel im Maracanã den EC Juventude. Botafogo hatte eine 1:2-Niederlage aus dem Hinspiel aufzuholen. Rezende de Freitas erkannte in dem Treffen zwei Tore von Botafogos-Spieler Rodrigo Beckham nicht an. Das erste wegen eines vermeintlichen Foulspiels durch Bebeto und das zweite aufgrund Abseits, welches aber keines war.
1996 leitete Rezende de Freitas das Spiel um den Weltpokal zwischen Juventus Turin und River Plate. Mit dem 1:0-Erfolg konnte sich Juventus den Titel das zweite Mal sichern.
Anfang 2006 nahm Rezende de Freitas an einem Kurs für FIFA-Schiedsrichterausbilder teil. Im selben Jahr begann er als Sportmoderator für Globo Minas zu arbeiten. Die Tätigkeit übte Rezende de Freitas bis 2020 aus. Derzeit arbeitet er für Rádio Itatiaia als Moderator.

## Turniere

### Olympische Sommerspiele 1992
| Phase         | Datum          | Spielort  | Heimmannschaft | Gastmannschaft | Ergebnis  |
| ------------- | -------------- | --------- | -------------- | -------------- | --------- |
| Gruppenphase  | 27. Juli 1992  | Valencia  | Spanien        | Ägypten        | 2:0 (0:0) |
| Viertelfinale | 1. August 1992 | Valencia  | Spanien        | Italien        | 1:0 (1:0) |
| Halbfinale    | 5. August 1992 | Barcelona | Polen          | Australien     | 6:1 (2:1) |

### Copa América 1993
| Phase         | Datum         | Spielort  | Heimmannschaft | Gastmannschaft | Ergebnis  |
| ------------- | ------------- | --------- | -------------- | -------------- | --------- |
| Gruppenphase  | 20. Juni 1993 | Machala   | Kolumbien      | Bolivien       | 1:1 (1:1) |
| Gruppenphase  | 23. Juni 1993 | Guayaquil | Argentinien    | Kolumbien      | 1:1 (1:1) |
| Viertelfinale | 26. Juni 1993 | Quito     | Ecuador        | Paraguay       | 3:0 (2:0) |
| Finale        | 4. Juli 1993  | Guayaquil | Argentinien    | Mexiko         | 2:1 (0:0) |

### Copa América 1995
| Phase        | Datum         | Spielort   | Heimmannschaft     | Gastmannschaft | Ergebnis  |
| ------------ | ------------- | ---------- | ------------------ | -------------- | --------- |
| Gruppenphase | 9. Juli 1995  | Montevideo | Uruguay            | Paraguay       | 1:0 (1:0) |
| Gruppenphase | 14. Juli 1995 | Paysandú   | Vereinigte Staaten | Argentinien    | 3:0 (2:0) |

### Weltpokal 1996
| Datum             | Spielort | Heimmannschaft | Gastmannschaft | Ergebnis  |
| ----------------- | -------- | -------------- | -------------- | --------- |
| 26. November 1996 | Tokio    | Juventus Turin | River Plate    | 1:0 (0:0) |

### Fußball-Weltmeisterschaft 1998
| Phase        | Datum         | Spielort       | Heimmannschaft | Gastmannschaft | Ergebnis  |
| ------------ | ------------- | -------------- | -------------- | -------------- | --------- |
| Gruppenphase | 12. Juni 1998 | Marseille      | Frankreich     | Südafrika      | 3:0 (1:0) |
| Gruppenphase | 22. Juni 2014 | Rio de Janeiro | Belgien        | Südkorea       | 1:1 (1:0) |

### Copa América 2004
| Phase        | Datum         | Spielort | Heimmannschaft | Gastmannschaft | Ergebnis  |
| ------------ | ------------- | -------- | -------------- | -------------- | --------- |
| Gruppenphase | 6. Juli 2004  | Lima     | Kolumbien      | Venezuela      | 1:0 (1:0) |
| Gruppenphase | 10. Juli 2004 | Chiclayo | Argentinien    | Mexiko         | 0:1 (0:1) |